# Жарковський Євген Еммануїлович
Євген Еммануїлович Жарковський (нар. 30 жовтня (12 листопада) 1906, Київ, — 18 лютого 1985, Москва) — радянський композитор. Народний артист РРФСР (1981). Заслужений діяч мистецтв РРФСР (1968). Закінчив Ленінградську консерваторію (1934).

## Загальні відомості
1927 — закінчив Київський музичний технікум (клас фортепіано В. Пухальського, клас композиції — Б. Лятошинського).
1927—1928 — навчання в Державному музично-драматичному інституті імені М. В. Лисенка.
1934 — закінчує Ленінградську консерваторію.

#### Найбільш відомі пісні
- А в море ходять капітани (А. Говоров), вик. Валентин Єрмаков
- Балада про невідомого моряка (В. Винник), вик. Леонід Утьосов
- Балада про танк (Ю. Каменецький та М. Кравчук), вик. Кр. АПП, соліст А. Сергєєв
- Безіменні глибини (М. Рейтман), вик. Валерій Шишковський
- Білі руки беріз (І. Лебедівської), вик. Вокальний квартет «Усмішка»
- Білим-біло (Е. Михайлов), вик. Володимир Трошин
- Бубонці дзвенять, грають (Л. Квітко, пров. Е. Благининой), вик. Леонід Утьосов
- Буде веселка (В. Лазарєв), вик. Людмила Зикіна
- Бушує полярне море (Д. Алтаузен), вик. Віктор Селіванов, Володимир Бунчіков
- У Москву не можна не закохатися (М. Лапісова), вик. Йосип Кобзон
- У парку старовинному (В. Вінніков, В. Крахт), вик. Ізабелла Юр'єва, Володимир Бунчіков, Юрій Богатиков
- Вірна стежка (В. Харитонов), вик. Валентин Буділін
- Вітерець (Д. Терещенко), вик. Віра Красовицький
- Біля саду-палісаду (Я. Шведов), вик. Іван Шмельов
- Другого немає такого міста (С. Бенке), вик. Інна Таланова
- Давай помовчимо (В. Лазарєв), вик. Клавдія Шульженко
- Два уболівальника (О. Фадєєва), вик. Леонід та Едіт Утьосова
- Дівчина-подружка (Л. Кукса), вик. сестри Шмельова
- Десять дочок (Л. Квітко), вик. Леонід Утьосов
- Донецькі ночі (Н. Упеника, Л. Титова), вик. Євген Бєляєв
- Дороги (В. Харитонов), вик. Алла Іошпе
- Дорогий чоловік (В. Петров), вик. Клавдія Шульженко
- Гідні слави (Г. Намлегін), вик. Петро Киричок
- Чи є пам'ять у любові (В. Лазарєв), вик. Геннадій Бєлов
- Женька (К. Ваншенкіна), вик. Ніна Ісакова, Людмила Зикіна
- Зоряна колискова (Г. Ходос), вик. Раїса Неменова
- Золоте весілля (М. Райтман), вик. Юрій Богатиков
- Карнавальна флотська (О. Висоцька, Я. Сашин), вик. Георгій Виноградов
- Коли ми в море йшли (В. Драгунський), вик. Леонід Утьосов, Володимир Нечаєв
- Комісари (М. Матусовський), вик. Анатолій Мокренко, Владислав Коннов
- Костер (Д. Сєдих), вик. Володимир Трошин
- Яким двадцять років (О. Фадєєва), вик. Володимир Трошин
- Крилаті хлопці Росії (В. Гольцов), вик. Сергій Яковенко
- Ластівка-касаточка (О. Количев), вик. Леонід Утьосов, Кр. АПП, соліст О. Розумовський
- Матроси співають про Москву (Б. Дворний), вик. Валентин Буділін
- Мій найкращий друг (Е. Жарковський), вик. Раїса Неменова
- Мій син (Е. Долматовський), вик. Леонід Утьосов
- Морська наречена (В. Лазарєв), вик. Валентина Толкунова
- Морська пам'ять (К. Ваншенкіна), вик. Лев Лещенко
- Московська заметіль (В. Лазарєв), вик. Світлана Резанова
- На торпедних катерах (С. Алимов), вик. Іван Бурлак
- Не запалюй вогню (А. Поперечний), вик. Майя Кристалинская
- Трішки про себе (Д. Сєдих), вик. Клавдія Шульженко
- Невдаха (А. Рязанкін), вик. П. Давидов
- О'кей (Я. Родіонов), вик. Володимир Трошин
- Ох, місяць, місяць (Д. Сєдих), вик. ВК «Радянська пісня»
- Пісенька про веселого туриста (С. Михалков), вик. БДХ п / у В. Попова
- Пісня про мою Росії (Е. Михайлов), вик. Людмила Зикіна
- Пісня про мій солдате (М. Агашін), вик. Людмила Зикіна
- Пісня про океан (Р. Різдвяний), вик. Юрій Богатиков, Інна та Євген Таланова
- Пісня про есмінці «Гримлячий» (Е. Іващенко), вик. АПП СФ
- Пісня підводників (М. Рейтман), вик. Валентин Буділін
- Пісня футболіста (Д. Самойлов), вик. Віктор Селіванов, Юрій Хочинський Пісня юних мічурінців (Д. Самойлов), вик. дитячий хор ЦДКЖ
- Пісня юних спортсменів (В. Вікторов), вик. БДХ п / у В. Попова
- Піонерська клятва (С. Богомазов), вик. дитячий хор ЦДКЖ
- Лист в Заполяр'ї (Д. Сєдих), вик. Тамара Кравцова
- Лист прикордонникам (О. Висоцька), вик. Т. Антоненко
- Подруга моряка (Б. Сибіряков), вик. Еріка Барон
- По-над Суджа-рікою (І. Сельвінський), вик. Володимир Тютюнник, Валентина Толкунова
- Подивись, подивись (В. Винник), вик. Едіт Утьосова
- Прощайте, скелясті гори (Н. Букін), вик. Володимир Бунчіков, Володимир Попков, Євген Нестеренко, Євген Кібкало, Леонід Костриця, Людмила Зикіна, Микола Кондратюк, Петро Киричок, Сергій Яковенко, Юрій Богатиков, Юрій Гуляєв, Кр. АПП, соліст Борис Жайворонок, БДХ п / у В. Попова, сол. Сергій Парамонов
- Рідні берега (Н. Лабковський), вик. Леонід Утьосов, Юрій Хочинський
- Ромашка (Б. Брянський і Л. Кукса), вик. А. Матюшина
- Санітарка (Ю. Полухін), вик. А. Розум і М. Мальцева
- Свіжий вітер (Б. Дворний), вик. Дитячий хор ЦДДЖ
- Ровесниці (Ю. Друніна), вик. Інна Таланова
- Синьоока морячка (Н. Флеров), вик. Леонід та Едіт Утьосова
- Сніжок (Б. Турганов), вик. Едіт Утьосова
- Сталева магістраль (М. Владимов), вик. Владислав Коннов
- Щаслива станиця (В. Винник), вик. Леонід Утьосов
- Талісман (М. Таніч), вик. Володимир Трошин
- Танго у полустанка (А. Поперечний), вик. Клавдія Шульженко
- Тіріл-бом-бом (Е. Чеповецький), вик. БДХ п / у В. Попова, вик. Сергій Парамонов[ru]
- Трирядку (Я. Шведов), вик. Іван Шмельов, Леонід та Едіт Утьосова, Юрій Хочинський
- Фізкульт-привіт (Я. Халецький), вик. БДХ п / у В. Попова
- Фотограф в зоопарку (Я.Сашін), вик. БДХ п / у В. Попова, сол. Сергій Парамонов
- Чорноморочка (П. Панченко), ісп. Едіт Утьосова, Раїса Неменова
- Чорноморська (В. Журавльов), вик. Володимир Бунчіков та Володимир Нечаєв
- Йшли бійці (М. Лапіров), вик. Володимир Бунчіков і Володимир Нечаєв
- Щиглик (О. Фадєєва), вик. БДХ п / у В. Попова